# Leggia
Leggia (Lombardisch: Legia) is een gemeente en plaats in het Zwitserse kanton Graubünden, en maakt deel uit van het district Moësa.
Leggia telt 115 inwoners.
Buseno · Calanca · Cama · Castaneda · Grono · Leggia · Lostallo · Mesocco · Rossa · Roveredo · Santa Maria in Calanca · San Vittore · Soazza · Verdabbio
- Gemeinsame Normdatei: 1059382830
- Historisch woordenboek van Zwitserland: 001561
- Historical Dictionary of Switzerland#Lexicon_Istoric_Retic: 1376
- Virtual International Authority File: 311187288
- WorldCat: E39PBJd86HFkVvWjHjMGXTD8YP